# Pozzuolo del Friuli
Pozzuolo del Friuli (friülà Puçui) és un municipi italià, dins de la província d'Udine. L'any 2007 tenia 6.934 habitants. Limita amb els municipis de Basiliano, Campoformido, Lestizza, Mortegliano, Pavia di Udine i Udine.

## Fraccions
- Zugliano (Çujan)
- Terenzàno (Terençan), amb 1.287 habitants
- Cargnàcco (Cjargnà), amb 850 habitants
- Sammardènchia (Samardencje) amb 784 habitants.
- Carpenéto (Cjarpenêt) amb 545 habitants.

## Administració
| Període   | Identitat       | Partit         |
| --------- | --------------- | -------------- |
| 1995-2004 | Sergio Beltrame | Centreesquerra |
| 2004-     | Mario Geatti    | Lliga Nord     |